# Llista de municipis del districte de Krupina
Llista de tots els municipis del districte de Krupina de la regió de Banská Bystrica.
Informació actualitzada per un bot. Els canvis manuals es perdran quan s'actualitzi!
| Escut | Municipi           | Població | Superfície km² | Densitat | Altitud | Codi postal                      | Codi territorial | Dades a Wikidata              |
| ----- | ------------------ | -------- | -------------- | -------- | ------- | -------------------------------- | ---------------- | ----------------------------- |
|       | Bzovík             | 1.116    | 13             | 85,89    | 339     | 962 41                           | SK0325518212     | Modifica les dades a Wikidata |
|       | Cerovo             | 562      | 30,3           | 18,56    | 468     | 962 52                           | SK0325518239     | Modifica les dades a Wikidata |
|       | Devičie            | 302      | 14,1           | 21,47    | 254     | 962 65 (pošta Hontianske Nemce)  | SK0325518280     | Modifica les dades a Wikidata |
|       | Dolné Mladonice    | 127      | 6,4            | 19,78    | 392     | 962 41 (pošta Bzovík)            | SK0325518301     | Modifica les dades a Wikidata |
|       | Dolný Badín        | 253      | 6,2            | 40,52    | 305     | 962 51 (pošta Čabradský Vrbovok) | SK0325518310     | Modifica les dades a Wikidata |
|       | Domaníky           | 213      | 7,9            | 27,05    | 197     | 962 65 (pošta Hontianske Nemce)  | SK0325518336     | Modifica les dades a Wikidata |
|       | Drienovo           | 97       | 15,3           | 6,33     | 375     | 962 51 (pošta Čabradský Vrbovok) | SK0325518352     | Modifica les dades a Wikidata |
|       | Drážovce           | 117      | 8              | 14,57    | 196     | 962 68 (pošta Hontianske Tesáre) | SK0325518344     | Modifica les dades a Wikidata |
|       | Hontianske Moravce | 745      | 16,8           | 44,26    | 147     | 962 71 (pošta Dudince)           | SK0325518409     | Modifica les dades a Wikidata |
|       | Hontianske Nemce   | 1.374    | 30,8           | 44,54    | 214     | 962 65                           | SK0325518417     | Modifica les dades a Wikidata |
|       | Hontianske Tesáre  | 868      | 33,1           | 26,21    | 162     | 962 68                           | SK0325518425     | Modifica les dades a Wikidata |
|       | Horné Mladonice    | 190      | 11,8           | 16,06    | 480     | 962 43 (pošta Senohrad)          | SK0325518433     | Modifica les dades a Wikidata |
|       | Horný Badín        | 172      | 5,6            | 30,56    | 305     | 962 51 (pošta Čabradský Vrbovok) | SK0325518441     | Modifica les dades a Wikidata |
|       | Jalšovík           | 175      | 6              | 29,34    | 348     | 962 41 (pošta Bzovík)            | SK0325518484     | Modifica les dades a Wikidata |
|       | Kozí Vrbovok       | 149      | 5,3            | 27,89    | 345     | 962 41 (pošta Bzovík)            | SK0325518514     | Modifica les dades a Wikidata |
|       | Krupina            | 7.524    | 88,7           | 84,85    | 271     | 963 01                           | SK0325518557     | Modifica les dades a Wikidata |
|       | Kráľovce-Krnišov   | 148      | 20             | 7,42     | 339     | 962 65 (pošta Hontianske Nemce)  | SK0325518531     | Modifica les dades a Wikidata |
|       | Lackov             | 83       | 6,7            | 12,42    | 483     | 962 44 (pošta Litava)            | SK0325518565     | Modifica les dades a Wikidata |
|       | Ladzany            | 254      | 26,5           | 9,58     | 216     | 962 65 (pošta Hontianske Nemce)  | SK0325518573     | Modifica les dades a Wikidata |
|       | Litava             | 727      | 22,1           | 32,86    | 430     | 962 44                           | SK0325518611     | Modifica les dades a Wikidata |
|       | Lišov              | 215      | 19,4           | 11,09    | 187     | 962 71 (pošta Dudince)           | SK0325518603     | Modifica les dades a Wikidata |
|       | Medovarce          | 218      | 13,2           | 16,47    | 180     | 962 65 (pošta Hontianske Nemce)  | SK0325518646     | Modifica les dades a Wikidata |
|       | Rykynčice          | 262      | 19,2           | 13,66    | 161     | 962 55                           | SK0325518701     | Modifica les dades a Wikidata |
|       | Sebechleby         | 1.173    | 30,4           | 38,56    | 231     | 962 66                           | SK0325518735     | Modifica les dades a Wikidata |
|       | Selce              | 82       | 5,1            | 15,97    | 320     | 962 51 (pošta Čabradský Vrbovok) | SK0325518743     | Modifica les dades a Wikidata |
|       | Senohrad           | 713      | 15,2           | 46,91    | 589     | 962 43                           | SK0325518751     | Modifica les dades a Wikidata |
|       | Sudince            | 92       | 4,1            | 22,48    | 185     | 962 71 (pošta Dudince)           | SK0325518832     | Modifica les dades a Wikidata |
|       | Súdovce            | 210      | 9,8            | 21,48    | 164     | 962 71 (pošta Dudince)           | SK0325518841     | Modifica les dades a Wikidata |
|       | Terany             | 588      | 10,8           | 54,28    | 144     | 962 68 (pošta Hontianske Tesáre) | SK0325518867     | Modifica les dades a Wikidata |
|       | Trpín              | 106      | 6,4            | 16,67    | 397     | 962 44 (pošta Litava)            | SK0325518883     | Modifica les dades a Wikidata |
|       | Uňatín             | 175      | 13             | 13,47    | 304     | 962 41 (pošta Bzovík)            | SK0325518905     | Modifica les dades a Wikidata |
|       | Zemiansky Vrbovok  | 78       | 8,4            | 9,28     | 414     | 962 41 (pošta Bzovík)            | SK0325518956     | Modifica les dades a Wikidata |
|       | Čabradský Vrbovok  | 230      | 23,3           | 9,86     | 305     | 962 51                           | SK0325518247     | Modifica les dades a Wikidata |
|       | Čekovce            | 447      | 15             | 29,76    | 396     | 962 41 (pošta Bzovík)            | SK0325518255     | Modifica les dades a Wikidata |
|       | Žibritov           | 62       | 10             | 6,23     | 494     | 963 01 (pošta Krupina)           | SK0325518999     | Modifica les dades a Wikidata |